# Energetismo
El energetismo fue una concepción filosófica surgida a finales del siglo XIX, que proponía la reducción de fenómenos naturales en términos de modificaciones de energía, desechando las explicaciones que involucran materia. Su exponente más importante fue Wilhelm Ostwald, filósofo y químico alemán, en la actualidad la corriente es altamente rechazada.

## Fundamentos
El energetismo fue una corriente filosófica idealista de finales del siglo XIX. Atribuida a Friedrich Wilhelm Ostwald, quien pretendía reinterpretar toda la química en términos de  energía, tomando como base dos principios de la  termodinámica: el principio de  conservación  de  la  energía  y  el  principio  de Carnot. Ostwald rechazaba la idea del concepto de materia y postulaba que todos los fenómenos sociales y naturales podían ser entendidos como una forma de energía y sus cambios, por lo cual desplazaba la concepción de los átomos a muletas matemáticas utilizadas para entender los cambios en la energía.
Como forma temprana de lo que luego se convertiría en el energetismo, Ostwald postuló que la felicidad podía medirse en términos de energía mediante la siguiente ecuación:

{\displaystyle G=(E+W)(E-W)}

Donde G es la cantidad de felicidad, E es la energía aplicada según la voluntad del individuo, y W la energía ejercida de mala gana, así el factor (E+W) sería la energía total, que disminuye conforme uno envejece, mientras que (E-W) es el factor que mide la pérdida de energía debido a la oposición de los agentes externos. Ya que el primer factor disminuye con el tiempo, el segundo debe ser acrecentado, por lo que uno debe asegurarse que la energía empleada para vencer la resistencia ajena sea mínima. Ostwald creía haber comprobado esta teoría con sus vivencias personales en 1906.
Debido a la forma de pensar de sus partidarios, en su momento el energetismo se opuso al mecanicismo propuesto por el atomismo, aunque con los avances en el movimiento browniano a principios del siglo XX estas ideas fueron perdiendo fuerza, por lo que con una demostración experimental por parte de Jean Perrin en 1908, se vieron obligados a aceptar la existencia de los átomos.

## Principales obras
En 1855 se publicó el Compendio de la ciencia de la energética por William John Macquorn Rankine que presentaba las primeras nociones de energetismo, posteriormente en Ostwald publica en 1895 La superación del materialismo científico siendo el título original de la publicación en Alemania mientras que posteriormente se tradujo como La derrota del atomismo contemporáneo en países como Francia.

## Una controversia histórica
La publicación de la obra La superación del materialismo científico de Ostwald pone de manifiesto diferencias básicas entre la física continental y la física británica, es por esto que surgieron diversas respuestas al energetismo que derivaron en un caso histórico de controversia en la ciencia, siendo las respuestas más significativas las respuestas francesa y alemana.

### Respuesta francesa
En  Francia,  las ideas  de  Ostwald, fueron publicadas bajo el nombre La derrota  del  atomismo  contemporáneo  publicado  en  la Revue  générale  des  sciences purees et  appliqués de noviembre  de  1895, esta publicación daría lugar a fuertes  reacciones  en  las páginas  de  esta  revista  y  más  ampliamente  en  varias publicaciones durante más de 10 años. 
Siendo que la imagen de Ostwald fue presentada como la de un positivista que neciamente busca apegarse a la experiencia y limitar la ambición de la ciencia, esto en el contexto francés del debate sobre la bancarrota de la ciencia lo cual es causa de respuestas como la declaración de Marcel Brillouin: "Tras  la  quiebra  de  la  ciencia,  la  derrota del ¡atomismo!”
Mientras que Abel Rey argumenta  que  los  energetistas  solo  buscan clasificar  y  predecir  los  fenómenos mientras que los mecanicistas, en este caso los atomistas buscan la explicación a los fenómenos, además Rey cataloga a aquellos que no apoyen al atomismo como energetistas reflejando el rechazo hacia la postura.

### Respuesta alemana
Por otro lado en la visión alemana la controversia tuvo, repercusiones tanto para el atomismo como el energetismo siendo que repercutió en la física del siglo XX, por un lado los modelos atomistas de Maxwell y Boltzmann contribuyeron a los inicios de la mecánica cuánticas, por su parte, los energetistas contribuyeron al desarrollo de la termodinámica de los procesos irreversibles. 
Los aportes de Maxwell y Boltzmann le dieron esencialmente la razón a las teorías atómicas de la materia y la polémica llegó a tanto que figuras como Arnold Sommerfeld tomaron posturas ante ambas corrientes. Por su parte, Sommerfeld relata que a pesar de la destreza de Boltzmann y su válido argumento, Ostwald fue el ganador de la tan mencionada controversia. 
Hacia 1880, las nuevas generaciones de físicos, denominados como "maxwellianos", se les etiquetó como científicos conservadores. Fue hasta el descubrimiento del electrón de Thompson y el apoyo de la publicación de Einstein sobre el movimiento browniano que se sentaron las bases para la aceptación de las teorías atómicas desplazando definitivamente la postura energetista y cerrando tal controversia.